# Harpo (1988)
Harpo (även kallat London och Igloo) är ett studioalbum av den svenska popartisten Harpo, utgivet 1988 på Igloo Records.

## Låtlista
Sida A
1. "London" – 3:58
2. "I Wrote a Lovesong" – 3:17
3. "Hourglass" – 4:48
4. "Japanese Winter" – 2:57
5. "Living Legends" – 4:18

Sida B
1. "Teargas" – 5:52
2. "Panic O' Clock" – 3:36
3. "Echoes from a Dying Continent" – 5:29
4. "On the Other Side of Atlantic" – 4:55